# Hardcore (pel·lícula de 2004)
Hardcore és una pel·lícula dramàtica grega del 2004 dirigida per Dennis Iliadis i protagonitzada per Katerina Tsavalou, Danae Skiadi, Ioannis Papazisis, Omiros Poulakis i Andreas Marianos.

## Argument
Deixant enrere una vida dura amb les seves famílies, dues joves acaben en un prostíbul, s'enamoren i es donen suport contra les adversitats i la violència de la nit.